# Sakena Yacoobi
Sakena Yacoobi, née à Hérat, est une militante afghane pour les droits des enfants, les droits des femmes et le droit à l'éducation,,. Elle est la fondatrice et directrice de l'Institut Afghan d'Apprentissage (Afghan Institute of Learning, AIL), une ONG afghane dirigée par des femmes qu'elle a fondée en 1995. Elle a obtenu une reconnaissance internationale pour son travail et a reçu de nombreux prix ainsi que 6 diplômes honorifiques, dont celui de l'Université de Princeton.

## Biographie
Née à Herat, en Afghanistan, Sakena est arrivée aux États-Unis dans les années 1970 pour faire des études. En 1977, elle obtient son baccalauréat en sciences biologiques à l'Université du Pacifique. Elle passe ensuite une  maîtrise en santé publique à l'Université de Loma Linda. Elle travaille ensuite comme consultante en santé et enseigne à l'université d'être[Quoi ?] à Détroit (aujourd'hui fermée). Elle retourne en Afghanistan en 1990 et travaille avec les réfugiés au Pakistan et publie huit guides pédagogique pour la formation des professeurs en langue Dari. Elle est déléguée référente de la partie éducation du plan de réhabilitation de l'Afghanistan des Nations unies .

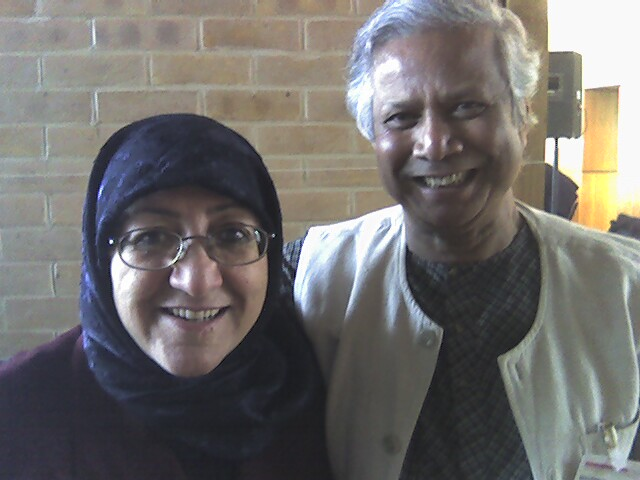
Sakena Yacoobi avec le lauréat du prix Nobel Muhammad Yunus

Sakena Yacoobi est la cofondatrice et vice-présidente de Creating Hope International, une ONG située dans le Michigan. Elle est également la fondatrice d'entreprises privées en Afghanistan, dont 4 écoles, un hôpital et  la Radio Meraj à Herat.

## Institut Afghan d'Apprentissage
L'Institut Afghan d'Apprentissage (Afghan Institute of Learning) a été créé pour fournir des formations d'enseignantes aux femmes afghanes, pour aider à l'éducation des garçons et des filles, et à l'éducation à la santé pour les femmes et les enfants. Sous la direction de Sakena, l'AIL s'est établi comme une organisation révolutionnaire qui fonctionne au niveau de la base et de l'autonomisation des femmes et personnes marginalisées dans des régions rurales afghanes.
L'AIL a été la première organisation à offrir des formations sur les droits de l'homme et sur le leadership aux femmes. Pendant les années 1990, lorsque les Talibans ont fermé les écoles de filles, L'AIL a pris en charge 80 écoles souterraines concernant 3 000 filles. Après la défaite des talibans, elle a été la première organisation à ouvrir des centres d'enseignement pour les femmes afghanes. En 2015, L'AIL ouvre une clinique juridique pour fournir des services juridiques gratuits aux  femmes pauvres afghanes. L'institut a organisé de grandes conférences de paix en Afghanistan autour de la poésie de Djalâl ad-Dîn Rûmî pour enseigner la justice, les droits de l'homme, la citoyenneté et le vivre ensemble.

## Distinctions et honneurs
- En 2001, Sakena a reçu le  prix Bill Graham de la Rex Foundation en reconnaissance des efforts de l'Institut Afghan d'Apprentissage pour aider les enfants victimes de l'oppression politique et de violations des droits humains.
- En 2003, L'AIL et le Dr Yacoobi sont colauréats du prix de la paix du Tanenbaum Center for Interreligious Understanding (en).
- En 2004, elle reçoit le prix des droits des femmes de la fondation Gruber.
- En 2005, elle remporte le prix de la démocratie de la fondation nationale pour la démocratie
- En 2005, Sakena figure parmi les 1 000 femmes nommés conjointement par PeaceWomen Across the Globe pour recevoir le Prix Nobel de la Paix.
- En 2006, elle reçoit le Prix de la fondation Skoll pour l'Entrepreneuriat Social[7],[8],[9]
- En janvier 2007, Sakena est la première afghane à être nommée membre de l'association Ashoka.
- En mai 2007, elle reçoit un doctorat honorifique en droit de l'Université du Pacifique pour son leadership et son travail sur les droits humains pour les femmes et les enfants.
- En décembre 2007, elle reçoit le prix de l'activiste de l'Université de Harvard.
- En juin 2008, elle reçoit un doctorat honorifique de service humanitaire de l'Université de Loma Linda, en reconnaissance de sa contribution remarquable à la société.
- En mars 2009, Sakena reçu le prix Kravis du Leadership à but non Lucratif pour son travail remarquable[10],[11],[12]
- En 2012, elle reçoit le prix Worlds Children's Prize pour son travail dans la lutte pour les droits des jeunes enfants à être éduqués[13]
- En 2013, elle reçoit la somme d'un million de dollars à l'occasion du prix Opus pour les héros méconnus[14],[15]
- En 2015, elle reçoit le Prix WISE pour l'éducation[16],[17].
- En 2016, elle reçoit le Prix international de l'éducation Harold W. McGraw.
- En 2017, elle figure parmi les 100 femmes de l'année de la BBC[18] et fait partie de l'équipe de lutte contre l'illettrisme des femmes.
- En février 2017, elle reçoit le Prix Sunhak pour la Paix[19]

En plus de son travail avec l'AIL, Sakena a été panéliste, conférencière  sur l'éducation pour les femmes et les enfants à TEDWomen et à un certain nombre de conférences internationales.